# Cyril West
Cyril West (1887-1986) fue un micólogo, colector y botánico inglés. Trabajó intensamente en la familia Asteraceae, identificando y nombrando más de 150 especies de los géneros Hieracium, Pilosella.
Son ya clásicos sus estudios sobre el CO2 en la conservación de vegetales

## Obras
- cyril West. 1952. The Dehydration of English Fruit. Special report 56. Ed. H.M. Stationery Office, 41 pp.

- franklin Kidd, cyril West. 1949. The Refrigerated Gas Storage of Pears. Food investigation 12. Ed. H.M. Stationery Office, 9 pp.

- ----------------, -------------. 1936. The Cold Storage of English Plums. Leaflet 1. Ed. H.M. Stationery Office, 6 pp.

- ----------------, -------------. 1925. Functional Diseases of Apples in Cold Storage. Food Investigation Board. Special report 23. 15 pp.

## Honores

### Eponimia
Especies
- (Asteraceae) Erlangea westii Wild[3]

- (Asteraceae) Gutenbergia westii (Wild) Wild & G.V.Pope]][4]

- (Asteraceae) Hieracium westii P.D.Sell[5]

- La abreviatura «C.West» se emplea para indicar a Cyril West como autoridad en la descripción y clasificación científica de los vegetales.[6]